# 199677 Terzani
199677 Terzani este un asteroid din centura principală de asteroizi.

## Descriere
199677 Terzani este un asteroid din centura principală de asteroizi. A fost descoperit pe 20 aprilie 2006 la Vallemare Borbona de Vincenzo Silvano Casulli. Asteroidul prezintă o orbită caracterizată de o semiaxă mare de 2,89 ua, o excentricitate de 0,14 și o înclinație de 17,9° în raport cu ecliptica.